# Sewekow

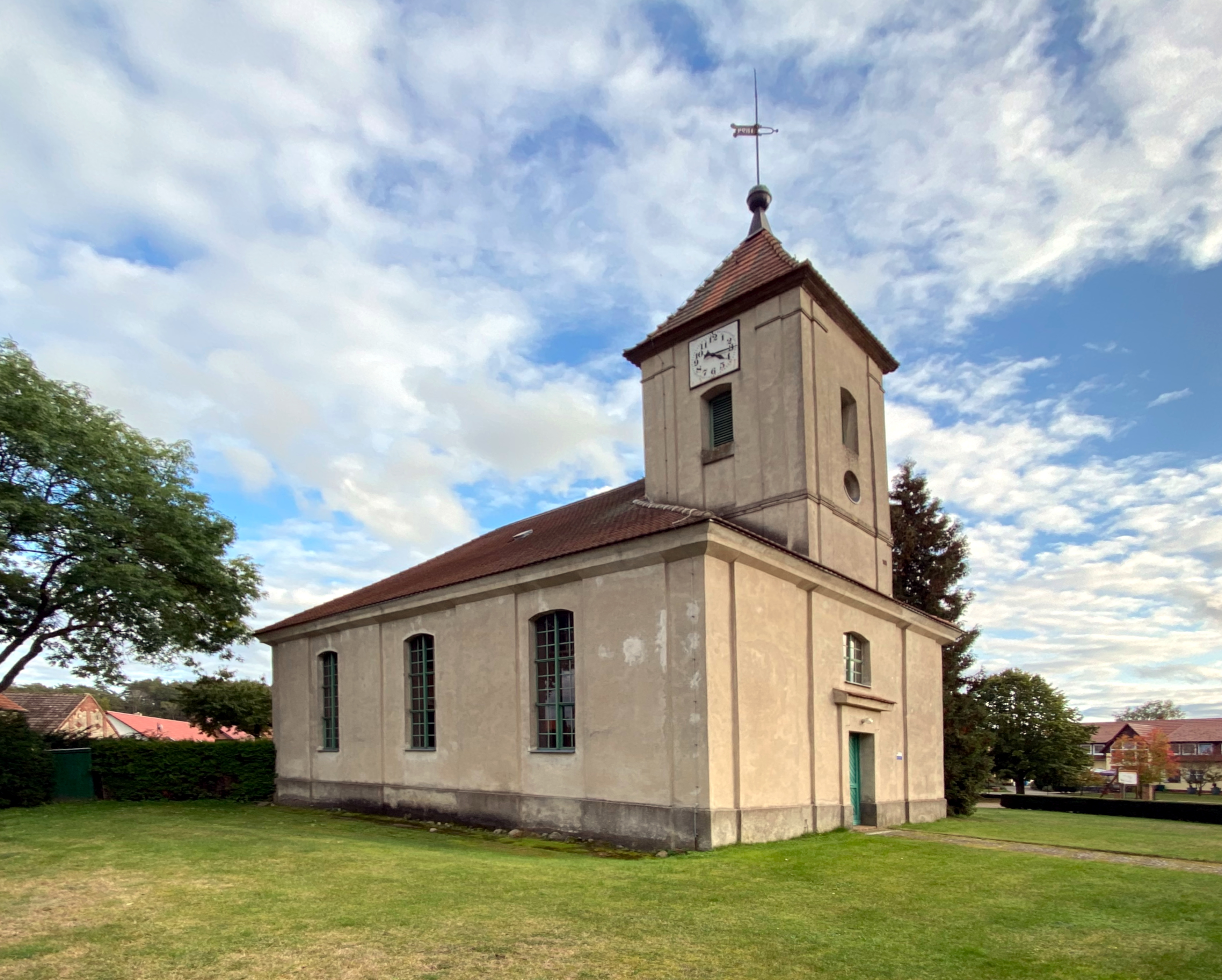
Dorfkirche in Sewekow

Sewekow oder Sävko (niederdeutsch) ist ein Ortsteil der Stadt Wittstock/Dosse im Landkreis Ostprignitz-Ruppin im Nordwesten des Landes Brandenburg. Der Ort liegt im Naturpark Stechlin-Ruppiner Land. Unweit vom Ort verläuft nördlich und östlich die Landesgrenze zu Mecklenburg-Vorpommern. Die am nächsten gelegenen Seen sind – im Uhrzeigersinn – der Glambecksee, der Sewekowsee, der Langhagensee und der Große Baalsee (siehe Liste der Seen in Brandenburg und Liste der Seen in Mecklenburg-Vorpommern).

## Baudenkmale
Einziges Baudenkmal in Sewekow ist die evangelische Dorfkirche, die wahrscheinlich 1586 erbaut wurde. Die Malerin Birgit Sewekow hat die Dorfkirche in ihrem Landschafts-Zyklus „Bilder des Nordens“ (2010) verewigt.